# 틈새빛살

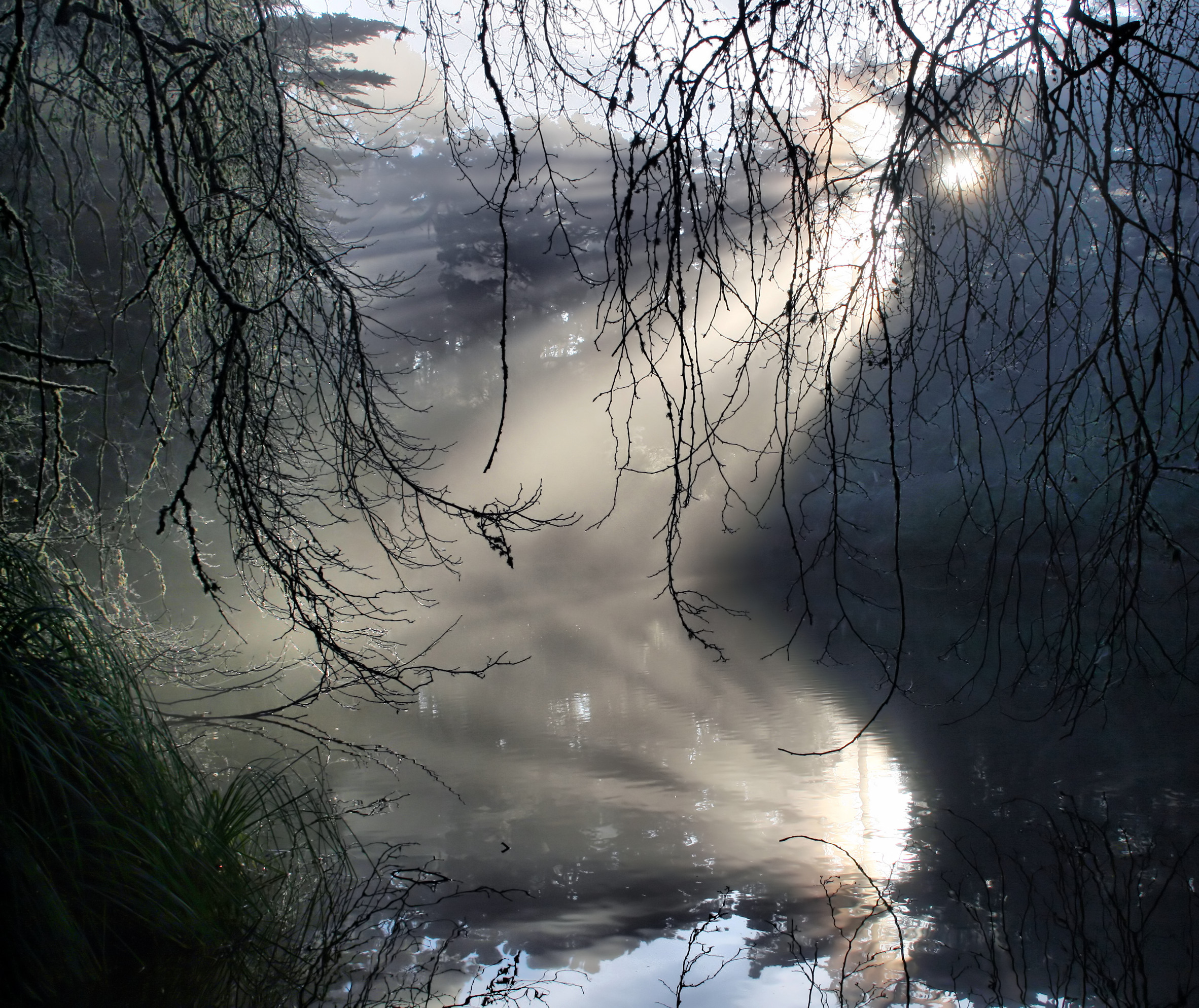
샌프란시스코 골든 게이트 파크 안에 있는 멜라드 호수에서 포착한 틈새빛살과 그것이 물에 반사된 상.

부채살빛(Crepuscular rays)은 하늘의 특정 부분에서 햇빛의 광선들이 사방으로 퍼는 현상을 말한다. 부채살빛은 대개 산의 정상이나 구름과 같은 물체가 부분적으로 운량과 같이 태양광선을 차단할 때 생긴다. 부채살빛은 보통 평행에 가깝지만 원근법 때문에 우리 눈에는 갈라지는 것처럼 보인다.

## 다른 이름
틈새빛살은 종교나 지역에 따라서 다른 이름으로 불리기도 한다.
- 여명의 빛
- 야곱의 사다리
- 부처의 손가락
- 천국의 계단